# Abbey Stadium
L'Abbey Stadium est un stade de football situé à Cambridge, en Angleterre. Il s'agit du stade du Cambridge United Football Club. Depuis 1932, sa capacité maximale est de 8 127 spectateurs. Le Cambridge Regional College F.C., centre de formation du Cambridge United, jouait ses matches à domicile dans ce stade de 2006 jusqu'à sa dissolution en 2014.
Le premier match joué à l'Abbey Stadium fut un match amical contre l'équipe de Cambridge University Press F.C le 31 août 1932. Le record d'affluence (14 000) fut également établi lors d'un match amical contre Chelsea, marquant la première utilisation des nouveaux projecteurs, le 1er mai 1970. Ce fut la première fois que le record d'affluence d'une équipe de la ligue fut battu lors d'un match amical.
Jusqu'à l'époque moderne, l'Abbey Stadium a été le seul terrain de la ligue de football à avoir reçu le titre de stade, et le second après Wembley à avoir été nommé comme tel. Cependant, de récents changements de terrain et de nom ont fait qu'un grand nombre de clubs de la ligue jouent désormais sur des terrains répertoriés comme stades. Pour des raisons de sponsor, le stade était nommé le Cambs Glass Stadium jusqu'en 2017. Il a auparavant été nommé Trade Recruitment Stadium, et R Costings Abbey Stadium pour des raisons similaires. Cependant, grâce à la collaboration des sponsors, le stade a retrouvé le nom d'Abbey Stadium, son appellation d'origine.

## Histoire
Abbey United (le club étant ainsi nommé à l'époque) a déménagé à Parker's Piece au début de la saison 1930-1931. En dépit de l'importance particulière de Parker's Piece dans l'histoire du football, s'agissant du premier endroit où les Règles de Cambridge ont été appliquées, ce déménagement n'est pas un succès à cause du manque de capacité et des perturbations durant les matches.
Henry Francis, alors président du club, a remis le club en selle en 1931 en lui faisant don d'un terrain qu'il avait acquis auparavant, et en y faisant construire une tribune et des vestiaires. Ce terrain, où le club réside depuis, se situe près d'une ancienne pelouse du club (connue sous le nom de Celery Trenches) où le club a pu, avec l'accord de l'association de football de Cambridgeshire, jouer pendant que la pelouse était en cours de préparation. Le premier match joué à l'Abbey (tel qu'il était connu jusqu'en 1961) fraîchement construit s'est déroulé le 31 août 1932 contre Cambridge University Press. Une des tribunes n'a été ouverte qu'en mars 1934, des tribunes ont été construites ultérieurement et terminées en 1954 quand la construction de la terrasse, côté ouest du terrain (connue maintenant sous le nom de Habbit Stand) fut achevée[réf. nécessaire].
Beaucoup de réaménagements ont eu lieu depuis, comme celui de la tribune principale permettant d'y inclure un toit ainsi que des places supplémentaires et plus récemment, l'installation d'une tribune intégralement assise côté sud du terrain, remplaçant ainsi la tribune ouverte présente depuis 1966. Malgré l'autorisation prévue pour le développement de l'extrémité nord du terrain (comprenant un hôtel de 86 chambres, un espace vente, des nouveaux bureaux et un nouveau groupe de supporters), les difficultés financières ont repoussé ce projet à plus tard. Lors de la saison 1991-1992, Cambridge était en lice pour être promu en Premier League, mais une loi de 1994 oblige tous les clubs à avoir un stade avec uniquement des places assises, en raison de la catastrophe d'Hillsborough. Celle-ci va confronter le club à la perspective de transformer l'Abbey Stadium en un stade totalement assis. Cependant, la descente du club de Cambridge (de retour dans la division la plus basse de la Ligue de Football après quatre ans) a très peu fait changer le stade au cours des quinze dernières années. Les tribunes debout sont encore autorisées au-delà du deuxième niveau de la ligue anglaise, il n'a donc pas été jugé nécessaire que toutes les places soient assises. En 2001, la direction du club a déclaré avoir intentionnellement conservé des tribunes debout tant qu'ils étaient à un niveau leur permettant de le faire.
Ces mêmes difficultés financières ont entraîné la vente du terrain de l'Abbey Stadium, offert par Henry Francis en 1931, au directeur de l'entreprise Bideawhile 445 Ltd John Howard en décembre 2004[réf. nécessaire]. Bien que le club a confirmé avoir « trouvé un accord de principe » pour le rachat du terrain en janvier 2006, cela n'a pas encore eu lieu, mais cet accord est considéré comme crucial dans le maintien de sa sécurité financière à long terme[réf. nécessaire]. En janvier 2006, John Howard a également annoncé son projet de faire construire un nouveau stade à Milton et de quitter l'Abbey. Ce projet a entrainé de nombreuses critiques de la part des fans car il risque de détacher le club de son identité en le faisant quitter la ville. Malgré le fait qu'Howard le décrivait comme crucial pour l'avenir du club, ce projet a rapidement été abandonné.
En avril 2008, le club a annoncé que pour la première fois la société de droits d'appellation du stade avait été vendue. Le directeur général du club Norman Gautrey a reconnu que les fans « porteront le deuil du nom du stade », il a cependant déclaré ce changement vital pour les finances du club, étant donné le loyer très élevé du terrain. Le 1er mai 2008, le club a signé un contrat de cinq ans avec la société Trade Recruitment pour un montant total de 250 000 £. En juin 2009, un nouvel accord a été annoncé avec l'entreprise St Ives afin de renommer le stade le R Costings Abbey Stadium.
En mars 2010, les fans de Cambridge United ont lancé un projet en vue d'acheter l'Abbey Stadium à Bideawhile 445 Ltd. Cette tentative a échoué et le stade a finalement été vendu à Grosvenor Estates pour 3,5 M£. Les discussions entre le club et Grosvenor ont entraîné une « importante » réduction du loyer annuel de 240 000 £ versé à Bideawhile, le précédent propriétaire du terrain, lors des trois années suivantes. Cambridge United, Grosvenor et leurs partenaires de développement, Great Shelford (à Wrenbridge), ont également convenu d'un mémorandum d'accord afin d'examiner l'éventuelle construction d'un nouveau stade à Cambridgeshire.

## Tribunes actuelles
La tribune principale est constituée d'un seul niveau. Toutes les places debout longent le côté est du terrain, y compris une zone familiale, les bancs de touche et la zone des médias.
La tribune Habbin, constituée d'un seul niveau, pour des places entièrement debout, fait face de la tribune Principale. Elle est nommée en référence à Harry Habbin, un célèbre fan du club depuis ses débuts. Le tiers sud de cette tribune est parfois ouvert aux supporters visiteurs.
La tribune nord, constituée d'un unique palier, accueille uniquement des places debout, est placée derrière l'un des buts et occupe les trois-quarts du terrain. Elle est connue parmi les fans comme la tribune Newmarket Road End (car elle longe Newmarket Road, rue connue de Cambridge) ou la tribune Corona.
La tribune Marston's Smooth South, d'un seul niveau et où toutes les places sont debout, a été ouverte en 2002. Elle était autrefois connue sous le nom (officiellement, mais pas fréquemment) de tribune Heritage Conservatories, enentreprise ayant remporté une compétition pour sponsoriser la tribune début 2004. Elle s'appelle désormais Marston's à la suite de l'annonce d'un contrat de dix ans avec Cambridge en août 2007. Cette tribune a été construite essentiellement pour accueillir les supporters visiteurs, mais elle est souvent utilisée pour les supporters locaux (lors des promotions pour les billets). Pendant la construction de la tribune sud, un nouveau centre de contrôle policier a été créé à l'est de la tribune. Ce bâtiment contient également des centres médicaux d'urgence pour les joueurs et les spectateurs.

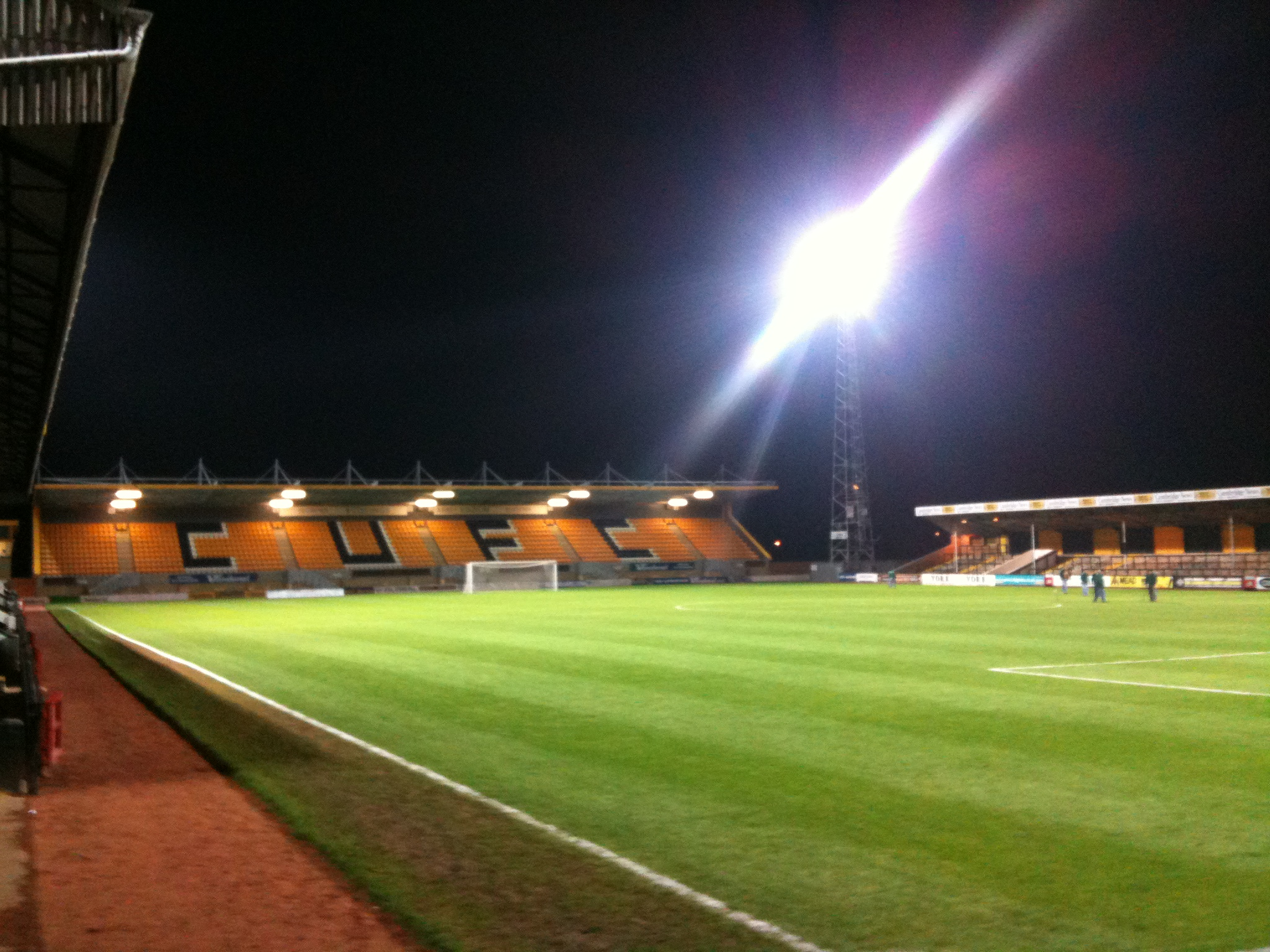
La tribune Sud dans la nuit

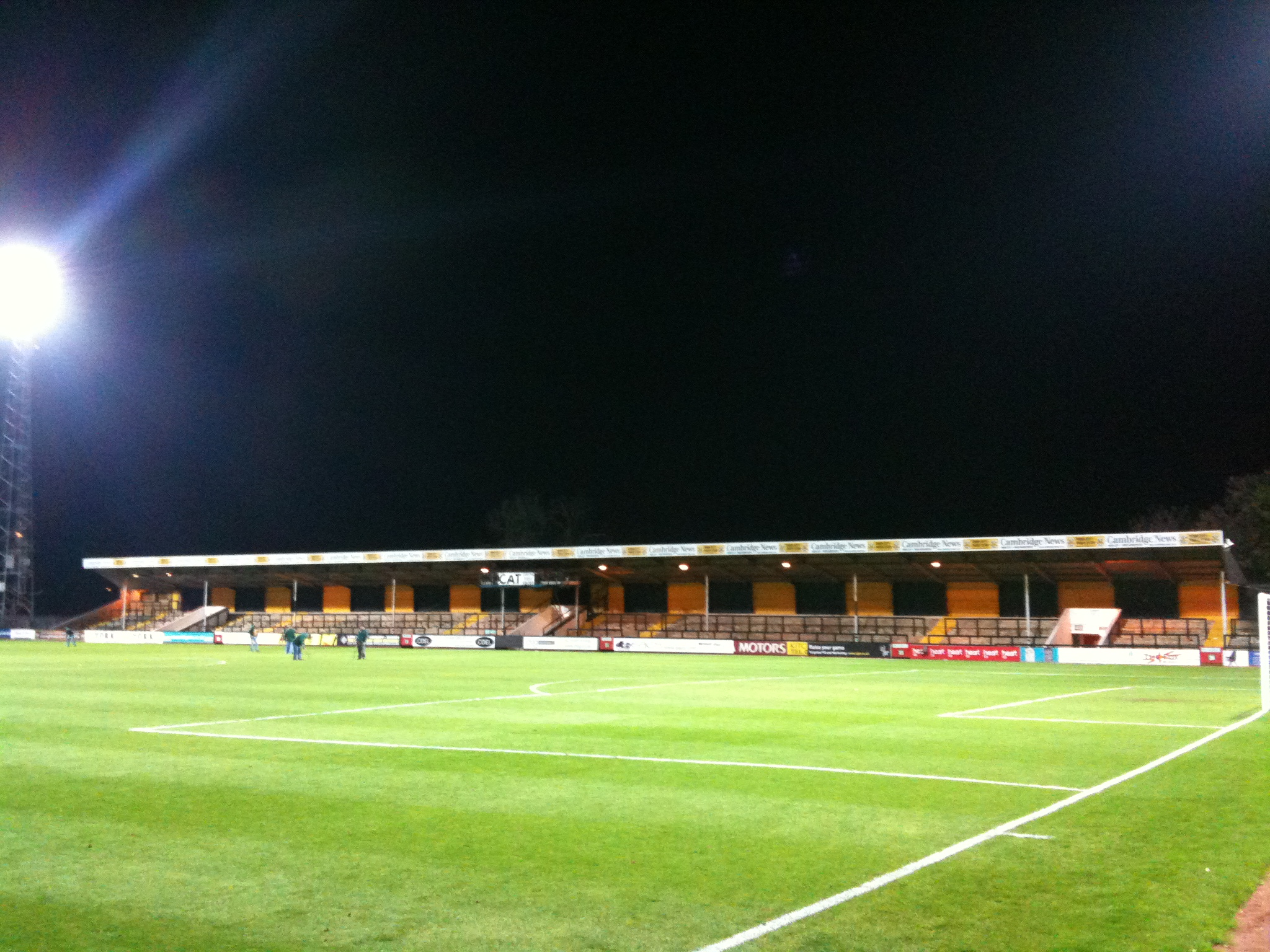
La tribune Habbin

Le club a prévu de réaménager le terrain (comprenant la construction d'une tribune assise sur la tribune nord avec de nouvelles installations pour le personnel du club et intégrant un hôtel de taille moyenne ainsi qu'une salle de réception), mais après une série de crises financières, le club a vendu le terrain à Bideawhile Ltd en novembre 2004, une société détenue en partie par le directeur de Cambridge United John Howard, pour un contrat de 2 millions de livres sur la vente et la location. Les supporters du club ont depuis lancé le Cambridge Community Stadium Trust, qui s'efforce de racheter le terrain, une étape qui est considérée comme nécessaire pour assurer la sécurité financière du club à long terme.
La façade du stade, souvent critiquée pour son allure négative, a été rénovée de fin juin à début juillet 2007. Ceci a impliqué un revêtement des portacabins qui servent de bureau du club et à l'entretien général du parking du stade. L'été suivant, la paroi arrière de Newmarket Road End a été rénovée couleur ambre avec un motif noir Amber army, une mention pour les supporters du club.

## Événements non-footballistiques
Les vendredi et samedi 26 et 27 mai 2006, l'Abbey Stadium a accueilli le premier concert de musique pop en plein air de Cambridge sous le nom Abbey Aid. La capacité d'accueil du stade a cependant été réduite à environ 7 000 pour cet événement, il s'agissait de places debout sur la pelouse. Ceci était dû à l'absence d'un certificat de sécurité pour les tribunes étant donné qu'elles ont été construites sans chargement dynamique de protection, indispensable aux tribunes lors d'un concert. Toutefois, celui-ci n'a attiré que 1 000 spectateurs par soir environ - bien en de ça des chiffres prévus par les organisateurs - ce qui a entraîné un déficit financier pour cet événement.

## Sources
- (en) Ballard, J et Suff, P, The Dictionary of Football, Boxtree, 1999 (ISBN 0-7522-2434-4)